# 新港庄

臺東廳管內圖(1938年)

新港庄為臺灣日治時期1937年至1945年間之行政區，轄屬台東廳新港郡。今台東縣成功鎮。

## 行政區劃
新港地區在清治時期至日治初期隸屬廣鄉，臺東廳在1897年6月成立後，此處隸屬「卑南辨務署」。1900年5月3日，改隸「成廣澳出張所」。1901年11月11日，成廣澳出張所改為「成廣澳支廳」。1905年7月17日，臺東廳改劃設為以地名稱呼的20區，新港地區被劃為「成廣澳區」、「都歷區」。1914年5月23日，臺東廳實施街庄整併。1919年1月15日，石雨傘庄被併入成廣澳庄、微沙鹿社被併入麻荖漏社。
1920年10月1日，原堡里鄉澚之行政區廢除，街庄社改為大字；成廣澳支廳更名為「新港支廳」，都歷區轄域內分為都歷、小馬武窟、加只來、麻荖漏等4個大字。1921年11月12日，都歷區更名為「新港區」，麻荖漏更名為「新港」，新港支廳也從成廣澳轉移至新港。1931年10月1日，成廣澳區裁撤，成廣澳、沙汝灣併入新港區，石寧埔、彭子存併入加走灣區。
1937年10月1日，臺東廳實施街庄制，改支廳為郡、改區為街庄，新港區因此改為新港郡「新港庄」，轄域內分為新港、小湊、大濱、都歷、小馬、塩濱六個大字，大字下的小字包含：
- 新港：新港、白守蓮、芝路古呟
- 大濱：沙汝灣、都威
- 小湊：成廣澳、微沙鹿、石雨傘
- 都歷：都歷、叭翁翁

二戰後，新港庄改為「新港鄉」，在1946年改為「成功鎮」。
| 1905年   | 1905年                           | 1914年   | 1914年     | 1921年   | 1921年   | 1937年 | 1937年 | 現在   | 現在                           |
| 區       | 街庄社                           | 區       | 街庄社     | 街庄區   | 大字     | 街庄   | 大字   | 鄉鎮   | 村里                           |
| -------- | -------------------------------- | -------- | ---------- | -------- | -------- | ------ | ------ | ------ | ------------------------------ |
| 成廣澳區 | 大竹湖庄、大竹湖社               | 加走灣區 | 大掃別庄   | 加走灣區 | 大掃別   | 長濱庄 | 中濱   | 長濱鄉 |                                |
| 成廣澳區 | 石寧埔社、烏石鼻社               | 成廣澳區 | 石寧埔庄   | 成廣澳區 | 石寧埔   | 長濱庄 | 寧埔   | 長濱鄉 |                                |
| 成廣澳區 | 彭仔存庄、僅那鹿角社、八桑安社   | 成廣澳區 | 彭仔存庄   | 成廣澳區 | 彭子存   | 長濱庄 | 城山   | 長濱鄉 |                                |
| 成廣澳區 | 石雨傘庄、阿龜眉社、都威社       | 成廣澳區 | 石雨傘庄   | 成廣澳區 | 成廣澳   | 新港庄 | 小湊   | 成功鎮 | 忠孝里                         |
| 成廣澳區 | 微沙鹿社、白守蓮社               | 成廣澳區 | 微沙鹿社   | 成廣澳區 | 成廣澳   | 新港庄 | 小湊   | 成功鎮 | 忠孝里                         |
| 成廣澳區 | 成廣澳庄                         | 成廣澳區 | 成廣澳庄   | 成廣澳區 | 成廣澳   | 新港庄 | 小湊   | 成功鎮 | 忠孝里                         |
| 成廣澳區 | 沙汝灣社、沙汝灣庄、膽曼社       | 成廣澳區 | 沙汝灣庄   | 成廣澳區 | 沙汝灣   | 新港庄 | 大濱   | 成功鎮 | 博愛里                         |
| 都歷區   | 麻荖漏社、施龜彌咳社、芝路古咳社 | 都歷區   | 麻荖漏社   | 新港區   | 新港     | 新港庄 | 新港   | 成功鎮 | 忠仁里、忠智里、三民里、三仙里 |
| 都歷區   | 都歷社、叭翁翁社、義律社         | 都歷區   | 都歷社     | 新港區   | 都歷     | 新港庄 | 都歷   | 成功鎮 | 信義里                         |
| 都歷區   | 小馬武窟社                       | 都歷區   | 小馬武窟社 | 新港區   | 小馬武窟 | 新港庄 | 小馬   | 成功鎮 | 信義里                         |
| 都歷區   | 加只來社、跋便社                 | 都歷區   | 加只來社   | 新港區   | 加只來   | 新港庄 | 塩濱   | 成功鎮 | 和平里                         |

## 區、庄長
- 成廣澳區長
  - 馬麟：1910年-1920年
  - 馬榮通：1921年-1931年
- 都歷區長
  - 馬麟：1910年-1920年
  - 馬榮通：1921年
- 新港區長
  - 馬榮通：1922年
  - 松井金二郎：1923年-1929年
  - 妹尾半助：1930年-1937年（曾任大武支廳長、新港支廳長）
- 新港庄長
  - 妹尾半助：1937年-1939年
  - 菅宮勝太郎：1940年-1942年（曾任新港支廳長）
  - 宮增丑之助：1944年（曾任臺東廳警務課警部）[10]

## 設施
- 新港郡役所
- 新港庄役場：於今成功路上
- 臺東郵便局新港出張所
- 新港燈臺
- 新港漁港
- 臺東測候所新港出張所（今成功氣象站）
- 新港尋常高等小學校→新港國民學校
- 新港公學校→新港湊國民學校
- 小湊公學校→小湊國民學校
- 都歷公學校→都歷國民學校
- 新港基督教會堂
- 神社
  - 新港祠：1927年建
  - 都歷祠：1927年建
  - 大濱祠：1927年建
  - 惠比須祠：1933年建
  - 小湊祠：1934年建[11]

## 名所舊跡
- 新港古戰場：清國軍艦與昔新港蕃人交戰處[11]
- 三仙臺
- 石櫃
- 石雨傘：原有四處石雨傘，1912年受大浪衝擊而剩一處石雨傘[11]

## 備註
1. ↑  「白守蓮」、「芝路古呟」小字位三仙里內